# L'avvocato di strada (film)
L'avvocato di strada (The Street Lawyer) è un film televisivo del 2003 diretto da Paris Barclay e tratto dal romanzo L'avvocato di strada di John Grisham.
Nelle intenzioni dei produttori il film doveva essere l'episodio pilota di una serie televisiva che però non è stata mai realizzata.